# Alexis Korfiatis
Alexis Constantino Korfiatis Sobero (en griego moderno Αλέξης Κορφιάτης, nacido en el distrito limeño San Isidro, 12 de enero de 1983), más conocido como Alexis Korfiatis, es un músico peruano de origen griego. Fue conocido por ser el vocalista, guitarrista, compositor y empresario de 6 Voltios. Estudió en el Colegio Franco-Peruano de Lima donde conoció a algunos de los primeros integrantes de 6 Voltios: Mauricio Llona y Emilio Bruce.

## Biografía
Alexis Constantino Korfiatis Sobero nació en el distrito de San Isidro, Lima, Perú. A los 6 años se fue a Chile y volvió a Perú al cumplir los 12 años. Al terminar la escuela obtuvo un bachillerato en Economía, y después fue a estudiar la carrera de Administración en la Universidad de Lima. Trabajó en Interbank.
En 1998 forma parte de la 6 Voltios, donde fue cantante principal desde ese año hasta la actualidad.
En el 2013, ya con la salida de Emilio y Mapache, Alexis decide seguir a pesar de ser el único integrante original.
En el año 2017 es la portada del sencillo musical de Los Outsaiders llamada el «Hombre muerto».